# سوتن کورو
سوتن کورو (蒼天航路, ت.ت. 'فراتر از آسمان‌ها') نام یک مجموعه مانگای ژاپنی از کینگ گونتا (王欣太) است که آن را بر اساس داستانی از هاگین یی طراحی کرده بود. این مانگا از سال ۱۹۹۴ تا ۲۰۰۵ در هفته‌نامهٔ مورنینگ انتشارات کودانشا به چاپ می‌رسید. پس از مرگ هاگین یی بر اثر سرطان در سپتامبر ۱۹۹۸، کینگ گونتا شخصاً داستان را ادامه داد. این مانگا در کل شامل ۴۰۹ قسمت است که در ۳۶ جلد تانکوبون جمع‌آوری شده است. استودیوی مدهاوس بر اساس این مانگا یک مجموعه تلویزیونی انیمه ۲۶ قسمتی تولید کرده که از آوریل تا سپتامبر سال ۲۰۰۹ از شبکه نیپون تلویژن پخش شد.
مانگای سوتن کورو در ۲۲امین مراسم جایزه مانگای کودانشا در سال ۱۹۹۸ برندهٔ جایزه در بخش اصلی شد.

## داستان
سوتن کورو برداشتی آزاد از وقایع دوره سه امپراتوری در چین است. شخصیت اصلی داستان سائو سائو مشاور اعظم امپراتوری هان خاوری است.
این سه دوره امپراتوری در مانگاهای ژاپنی همیشه مورد توجه بوده‌اند، اما سوتن کورو چند تفاوت اساسی با بقیه مانگاها دارد. اول اینکه شخصیت اصلی داستان یعنی کائوکائو یک نقش مثبت دارد در حالیکه وی همیشه در مانگاهای ژاپنی یک هماورد بود، دوم اینکه برای نقل داستان از یک منبع به نام Records of the Three Kingdoms نوشته چن شو استفاده شد. به این ترتیب لیو بی که همیشه نقش پررنگ داشت نقشش کمرنگ شد.

### شخصیت‌های اصلی
- سائو سائو
- لیو بی
- شیاهو دون
- شیاهو یوئن
- سائو رن
- سائو هونگ
- یوآن شائو
- گوانگ یو
- شانگ فی
- سائو تنگ
- سائو سُنگ
- دونگ ژوئو
- ژانگ رنگ
- امپراتور لینگ از هان